# Jiak Kim Bridge

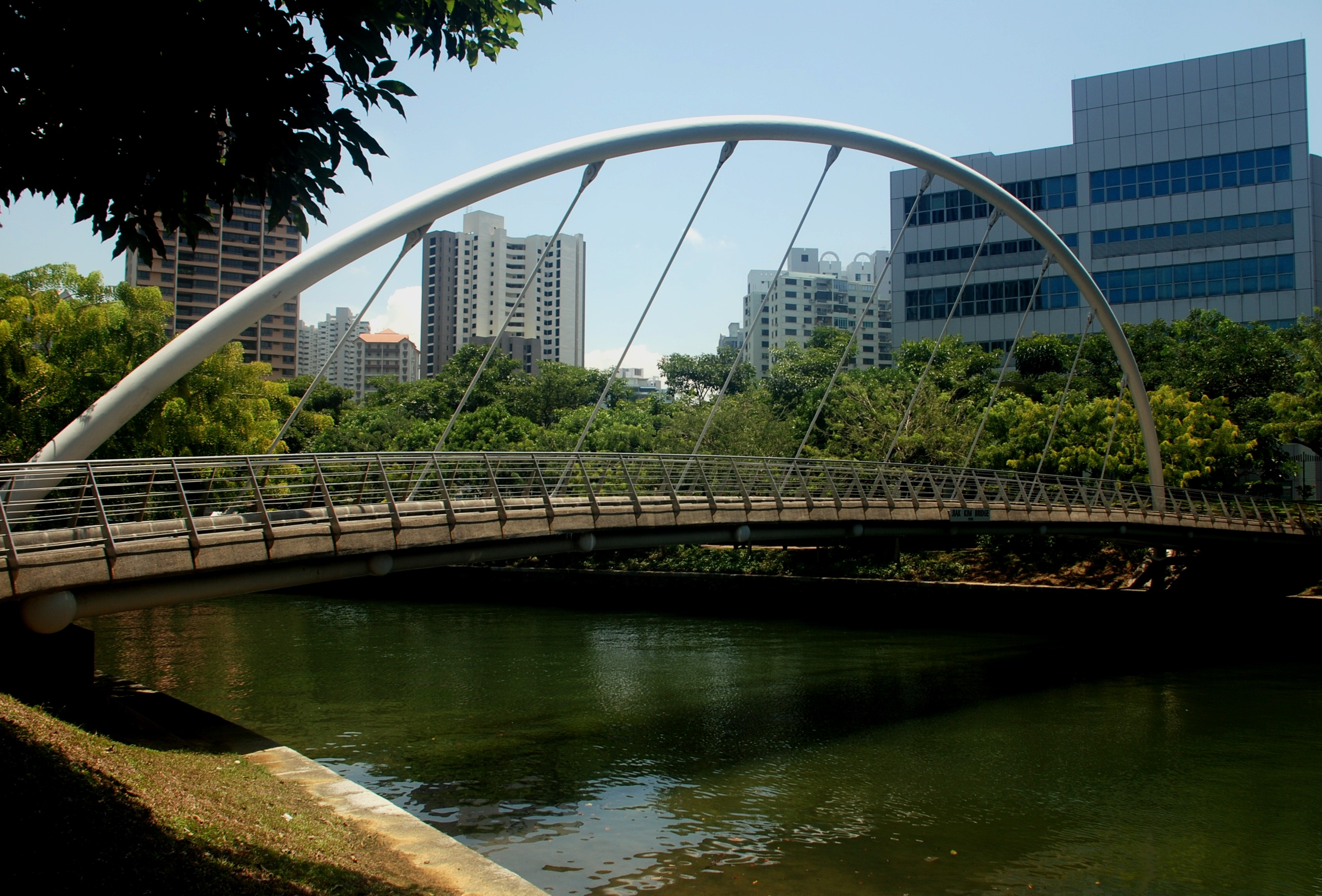

Die 1999 fertiggestellte Brücke Jiak Kim Bridge ist eine Fußgängerbrücke, die über den Singapore River in Singapur im Planungsgebiet Singapore River in der Region Central Region führt. Die Brücke verbindet die Jiak Kim Street mit dem gegenüberliegenden Ufer des Singapore River im Nordosten. Sie hängt an den Kabeln eines großen Bogens, der an beiden Seiten der Brücke verankert ist.
Die Brücke ist nach Tan Jiak Kim benannt, einem städtischen Kommissar und Mitglied des Legislativrats sowie Enkel von Tan Kim Seng, dem Erbauer der Kim Seng Bridge. Die Stahlbrücke hat eine Spannweite von 40,6 m.